# Джуді Чикаго
Джудіт Сильвія Коен; нар. 20 липня 1939, Чикаго), відома як Джу́ді Чикаго (англ. Judy Chicago) — американська художниця, скульпторка, феміністка, викладачка мистецтв, письменниця. Авторка терміну «феміністичне мистецтво» і першої освітньої програми з феміністичного мистецтва у США. У своїх роботах використовує стереотипи щодо навичок жінок і чоловіків у мистецтві. Серед найвідоміших робіт — масштабна інсталяція «Звана вечеря» («The Dinner Party»), яка належить до колекції Бруклінського музею.

## Життєпис
Джудіт Сильвія Коен народилася у 1939 році в сім'ї Артура та Мей Коен в Чикаго (штат Іллінойс). Артур Коен помер у 1953 році.
Малювати почала у три роки, відвідувала заняття у Чиказькому художньому інституті. Отримала стипендію від Каліфорнійського університету в Лос-Анджелесі. У червня 1959 року зустрілася з Джеррі Ґеровітцом. Залишає навчання, подавшись з ним до Нью-Йорка, одружилася з Ґеровітцом у 1961 році. Згодом повертається до Лос-Анджелеса і в Чикаго, щоб отримати диплом: диплом бакалавра образотворчого мистецтва отримала у 1962 році, магістра — у 1964. Після смерті Ґеровітца у 1963 році в ДТП і з огляду на те, що саме в Чикаго її визнали як художницю, Джудіт відмовилася від прізвища Коен і взяла псевдонім «Чикаго», таким чином ставши вільною від зв'язку з чоловіком через шлюб чи спадок. У 1965 році одружилася зі скульптором Ллойдом Гамролом (розлучилися у 1979).

## Кар'єра
У 1965 представляє роботу на своєму першому сольному виступі у Rolf Nelson Gallery в Лос-Анджелесі, будучи там однією з чотирьох жінок-учасниць. У 1968 році на питання, чому вона не бере участі у виставці «California Women in the Arts» у Lytton Center, відповіла: «Я не буду присутня у жодній групі, яку визначаються як Жінки, Євреї чи Каліфорнія. Одного дня, коли ми всі виростемо, ярликів не буде».
Згодом почала працювати з льодовими скульптурами, що відображають «метафору цінності життя».
У 1970 році Чикаго починає викладати у Коледжі Фресно, щоб навчити жінок висловлювати у роботах власну, жіночку точку зору. Зібравши клас, який складається лише з жінок, започатковує термін «феміністичне мистецтво», і по суті, створює першу програму з феміністичного мистецтва у США. Ця група стає частиною феміністичного мистецького руху у Європі і Сполучених Штатах початку 1970-х років.

### Звана вечеря (The Dinner Party)

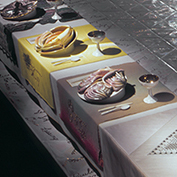
Фрагмент «Званої Вечері»

Грандіозну інсталяцію «Звана вечеря» Чикаго присвятила вшануванню жіночого внеску в усі сфери культури, науки, воєнної справи та історію західної цивілізації. Проєкт включав 39 святкових застільних столових приборів (скульптура тарілки + оздоблений рушник), розставлених на трикутному столі, що символізував рівність між жінками та чоловіками. Кожне гостьове місце було унікально стилізоване в пам'ять про видатну жінку, з вишивкою її імені та символами життєвого шляху, особистості, здобутків, суспільної ролі, відбитими у характері . Серед «гостей» — Сапфо, Сакаджавея, Сожурне Трус, імператриця Феодора, Вірджинія Вулф, Сьюзен Ентоні, Джорджія О'Кіф.
Крім цього, 999 відлитих вручну плиток були укладені всередні трикутника. На кожній з них було ім'я видатної жінки, пов'язане в блок з особистістю жінки зі «столу». Разом ці плитки утворювали під-об'єкт «Поверх спадщини» (Heritage Floor).